# NGC 1499
NGC 1499 és una nebulosa d'emissió a la constel·lació de Perseu a 1.000 anys llum de distància. Es troba a sud de la constel·lació, 36 'a nord de Menchib (ξ Persei). Per la seva forma rep també el nom de nebulosa Califòrnia, ja que recorda el contorn d'aquest estat dels Estats Units d'Amèrica. Encara que té 2,5º de longitud, a causa de la seua baixa lluentor superficial com millor s'aprecia és en fotografies de llarga exposició. A ull nu només és possible observar-la en nits especialment fosques.
El color vermell de la nebulosa és abans de res Hα (Hidrogen alfa). Amb una longitud d'ona de 656,3 nm, aquesta llum prové d'àtoms d'hidrogen on un electró excitat de l'àtom torna a un nivell de baixa energia, alliberant uin fotó d'aquesta longitud d'ona. Presumiblement sigui l'abans citada Menchib, de tipus espectral O, l'estrella responsable de la seva il·luminació.
Va ser descoberta en l'any 1885 per Edward Emerson Barnard.